# Natalie Uher
Natalie Uher est une actrice autrichienne née le 2 avril 1968 à Feldkirch dans le Land de Voralberg essentiellement connue pour avoir interprété le rôle-titre d’Emmanuelle 6.

## Biographie
Natalie Uher est choisie pour être la playmate du mois de septembre 1984 de l'édition allemande du magazine Playboy,. La même année, elle fait de modestes débuts au cinéma en jouant dans deux productions allemandes tournées en Espagne.
Le photographe suisse Otto R. Weisser (de) pour qui elle a posé la présente au producteur Alain Siritzky qui lui offre le rôle-titre du film Emmanuelle 6. Elle devient ainsi la quatrième actrice après Sylvia Kristel, Mia Nygren et Monique Gabrielle à incarner l’héroïne d'Emmanuelle Arsan. En mai 1988, Lui présente la nouvelle icône sexy comme de nombreux autres magazines en France, en Allemagne ou en Australie.
Elle est aussi créditée sous le nom de Natalie Dupont.

## Filmographie
- 1984 : Locas vacaciones de Hubert Frank
- 1985 : Drei und eine halbe Portion (Three Man and a Half) de Sigi Rothemund (comme Nathalie Uher)
- 1988 : Emmanuelle 6 de Bruno Zincone et Jean Rollin : Emmanuelle

## Photographie
- Playboy (Allemagne), septembre 1984 (couverture, page centrale)
- Playboy (Allemagne), janvier 1985
- Playboy (Allemagne), novembre 1985
- Lui (France), mai 1988 La nouvelle Emmanuelle
- Playboy (Allemagne), mai 1988 Natalie Uher, die neue Emanuelle
- Neue Revue (Allemagne), juin 1988 Die neue Emanuelle
- Vertiges et Pulsions (France), juin 1988 Emmanuelle nue
- Vidéo Caméra (France), été 1988
- Révélation (France), 1988 Natalie Uher, la nouvelle Emmanuelle
- Vidéo 7 (France), mai 1988 Emmanuelle revient
- Playboy (Australie), octobre 1988 Emmanuelle : Cinema's new Sex Queen
- Playboy (Allemagne), décembre 2004 Best of austria